# 自省録

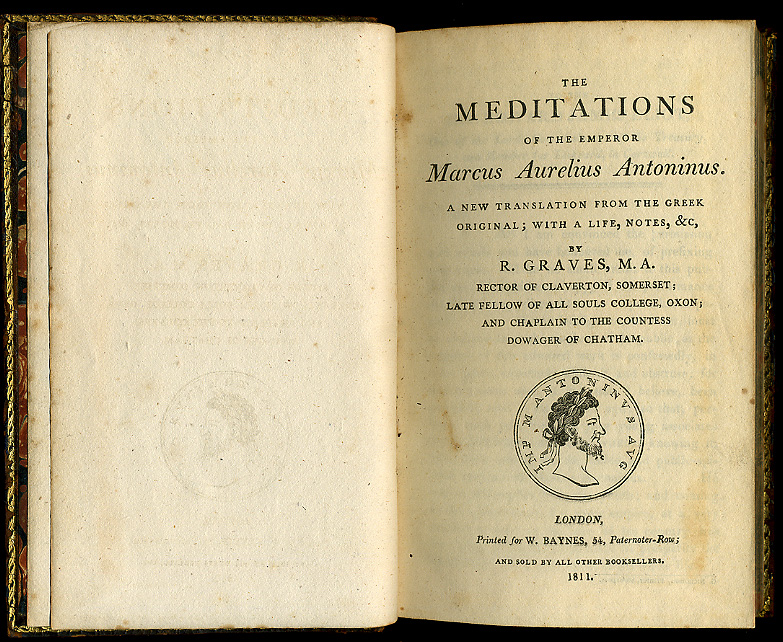
1811年、Richard Gravesによる英訳本の第1ページ

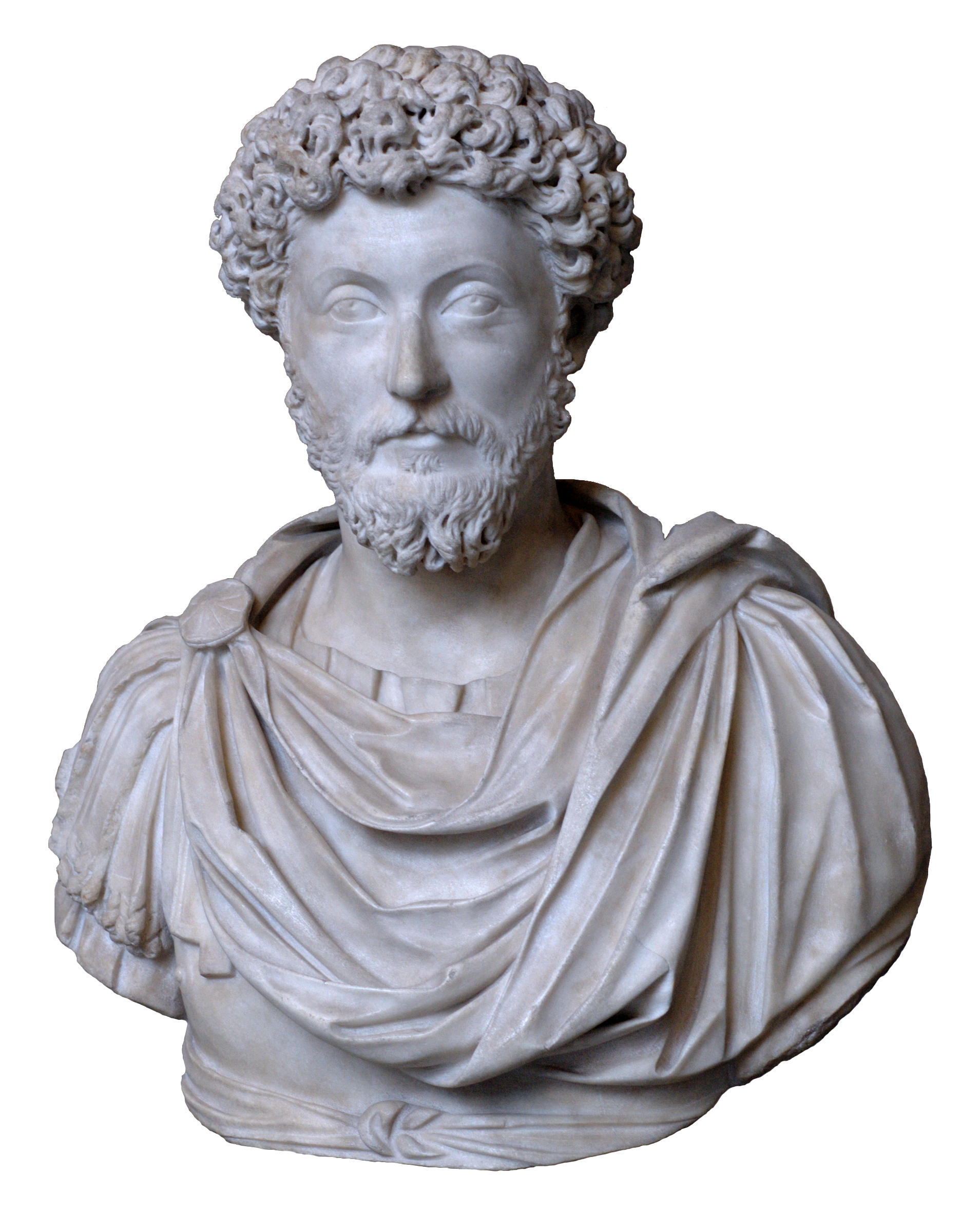
マルクス・アウレリウス・アントニヌス

『自省録』（じせいろく、古代ギリシア語: Τὰ εἰς ἑαυτόν、ラテン文字転記：Ta eis heauton）は、ローマ皇帝で五賢帝の一人、マルクス・アウレリウス・アントニヌスが書いた哲学書。著者は古代ローマ人であるが、全編、ラテン語ではなくギリシア語（コイネー）で書かれている。
最後の五賢帝であるマルクス・アウレリウスは、ローマ皇帝としての多忙な職務のかたわら哲学的な思索を好み、後期ストア派を代表する哲人でもあった。本書はその思想を直接知ることのできる、彼の唯一の著書である。

## 名称
原題は『タ・エイス・ヘアウトン（Τὰ εἰς ἑαυτόν）』で、意味は「彼自身へのもの（Things to one's self）」。ただし、マルクス自身は本書が公になることを想定していなかったため、後世になって付けられた名称である。
英題はMeditations（「瞑想」）で、日本語でも過去に『瞑想録』と呼ばれたことがあったが、現在は『自省録』を用いる。

## 背景
本書はマルコマンニ戦争の間、特に170年以降に執筆されたと言われる。
第2巻の冒頭には「フロン川のほとりで、クァディ人に囲まれて書かれたもの」、第3巻の冒頭には「カルヌントゥムで書かれたもの」との記載がある。ただし、これらは第2巻・3巻の冒頭ではなく第1巻・2巻の末尾に書かれたとする説もある。

## 構成
自分宛てに書き続けた短い散文の集積であり、一貫性を欠き、同じ主題が繰り返し取り上げられることも多い。内容は彼自身の哲学的思索に限定され、皇帝の自著にかかわらず、ローマ帝国の当時の状況や職務上の記録などは、ほとんど記述がない。構成としては12巻に一応分かれているが、その巻を区分したのもマルクス自身だったかも定かではなく（ただし、10世紀にはすでに12巻構成が取られていた（後述））、また一つの書物として整理された構成でもない。これは本書が著者の内省のために書かれ、本人以外の者が読むことを想定していないことに由来し、故に内容の要約は難しい。
第1巻のみは他巻とは明らかに異なり、自分への語りかけではなく神々や自分の周囲の人々への感謝を記したものとなっている。故にこの巻は最後に書かれ、本来は最終巻に配置される予定であったという説もある。
第7巻と第11巻で、それぞれ一部の章はプラトンやエウリピデスなど他者からの引用となっている。

## 思想
後期ストア派の特徴とされる自然学と論理学よりも倫理学を重視する態度や他学派の信条をある程度受け入れる折衷的態度が見られる。例えば、たびたび表れる「死に対して精神を平静に保つべき」といった主題においては、ほぼ常にエピクロス派的原子論の「死後の魂の離散」が死を恐れる必要のない理由として検討されている。

## 伝承

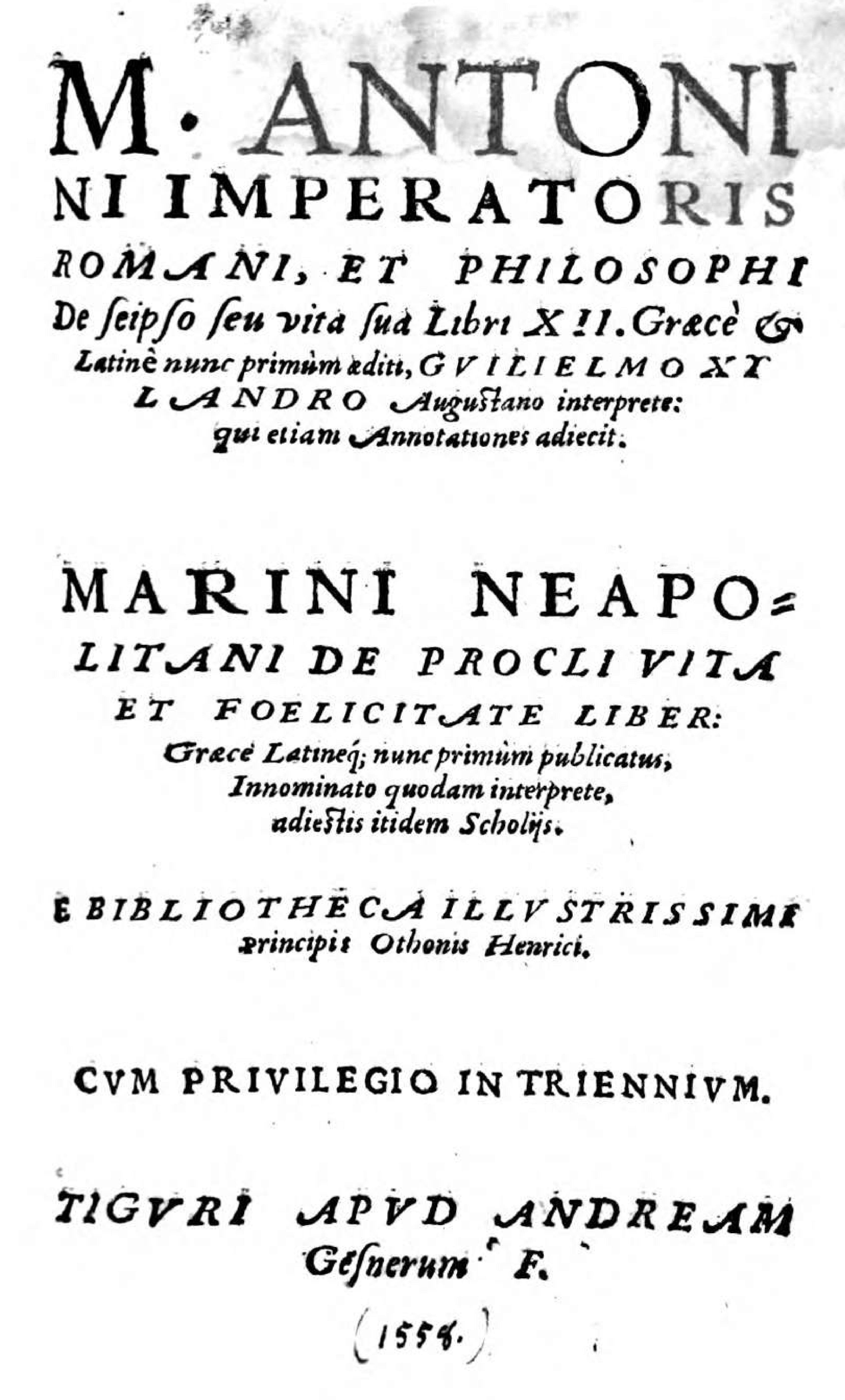
クシランダーによるラテン語訳（1558年）

本書が、どのように後世の人々に伝承されたのかは諸説ある。ただし、哲学者テミスティオスの350年頃の演説にある「マルクスの訓戒」は、確実に本書を指す最初のものと言われる。
その後は空白の期間が続いたものの、900年頃に司教カエサレアのアレタスが、自身の手紙の中で写しを持っているとして言及した。10世紀の辞典『スーダ』にも「12巻からなる、マルクス帝による彼自身の人生の対話」として記載がある。
1150年頃には文法学者ツェツェースが第4・5巻の一部を引用し、1300年頃には教会史家ニケフォロス・カリストス・カントポウロスが本書に言及した。この頃から、本書が様々な本で引用されるようになった。
1558年、古典学者ヴィルヘルム・クシランダーが本書のラテン語訳を行った。

## 主な日本語訳書
文語訳
- 小林一郎訳 『マアカス・アウレリアス冥想録』 (参文社、1907年)
- 高橋五郎訳 『アウレリアス皇帝瞑想録』(玄黄社、1912年)

二点とも近代デジタルライブラリーにて閲覧可能。
現代語訳
- 神谷美恵子訳 『マルクス・アウレーリウス 自省録』（岩波文庫、初版1956年、改版2007年）
  - 原語ギリシア語からの訳 [7]
- 水地宗明訳著 『注解 マルクス・アウレリウス 自省録』（法律文化社、1990年、ISBN 978-4589015464） 
  - 改訂版 『自省録』（京都大学学術出版会〈西洋古典叢書〉、1998年、ISBN 978-4876981090）
- 鈴木照雄訳 『マルクス・アウレリウス「自省録」』（講談社学術文庫、2006年、ISBN 978-4061597495）

その他
- ライアン・ホリデイ『ストア派哲学入門』（パンローリング、2017年、ISBN 978-4775941782）
  - 哲学入門者および一般読者向けに、『自省録』の抜粋を紹介。解説つき。
- マーク・フォステイター編『『自省録』の教え　折れない心をつくるローマ皇帝の人生訓』 池田雅之訳（草思社文庫、2018年、ISBN 978-4794223296）

## その他
- 四方田犬彦によれば最晩年のミシェル・フーコーの愛読書だった。
- 中曽根康弘の自伝「自省録 -歴史法廷の被告として-」(新潮社、2004年) はこの古典の名を借用している。
- ハーバード・クラシクス - 第2巻に収められている。
- ジェームズ・マティスは、この古典を愛読書にして知性を身につけたという。
- ミステリと言う勿れの登場人物「ライカ」は自省録のページ数と行数を使い文章を作成、意思疎通を行っている。そのためライカの発言は「〇〇-〇」という言葉が大半となっている。